# Luzon-Spitzmausratte
Die Luzon-Spitzmausratte (Chrotomys silaceus) ist ein endemisch auf den nördlichen Philippinen verbreitetes Nagetier in der Gattung der Luzon-Streifenratten. Da bei den meisten Exemplaren die dritten molaren Zähne im Oberkiefer fehlen, wurde sie zeitweilig in die eigene Gattung Calaenomys eingeordnet. Markante Merkmale des Schädels entsprechen den anderen Gattungsvertretern, was diese von den Gattungen Archboldmäuse, Spitzmausratten und Nasenratten unterscheidet.

## Merkmale
Der kräftig gebaute Körper ist gut an eine grabende Lebensweise angepasst und erreicht eine Kopf-Rumpf-Länge von 136 bis 176 mm, eine Schwanzlänge von 97 bis 121 mm sowie ein Gewicht von 71 bis 160 g. Die Hinterfüße sind 34 bis 39 mm lang und die Länge der Ohren liegt bei 19 bis 23 mm. Typisch sind ein dicker Schwanz, breite Vorderpfoten mit Krallen an den mittleren Fingern und längliche Füße mit Krallen an allen Zehen. Das kurze und seidenweiche Fell ist dicht und es kommt im Gegensatz zu anderen Luzon-Streifenratten kein heller Aalstrich vor. Nur an den Schultern kann sich ein heller Querstrich befinden. Oberseits ist das Fell grau, graubraun oder silbergrau gefärbt. Die Unterseite ist silber- bis hellgrau. Manche Tiere haben einen hellen Fleck auf der Stirn und die Schnauze ist fast schwarz. Mit den kleinen Augen und Ohren ähnelt die Art einer Spitzmaus. Bei der Luzon-Spitzmausratte ist der Schwanz oberseits braun und unterseits weiß mit Ausnahme einer kurzen gänzlich weißen Spitze. Abgesehen von feinen silbrigen Haaren erscheint der Schwanz nackt. Die vier paarig angeordneten Zitzen der Weibchen liegen im Leistenbereich. Der diploide Chromosomensatz enthält 44 Chromosomen (2n=44). Innerhalb der Autosomen sind keine Geschlechtschromosomen erkennbar. Die Zuteilung des Geschlechtes muss in einer anderen Form in den Chromosomen definiert sein.

## Verbreitung
Das Nagetier bewohnt die zentrale Kordillere von Luzon zwischen 1800 und 2500 Meter Höhe. Im Mount-Data-Nationalpark scheint die Art ausgestorben zu sein. Die Luzon-Spitzmausratte hält sich in moosbewachsenen Bergwäldern und auf angrenzenden offen Flächen auf, die durch Erdrutsche entstanden sind. Möglicherweise besucht sie Busch- und Ackerflächen.

## Lebensweise
Die Exemplare sind meist tags sowie nachtaktiv. Sie graben in der Laubschicht oder im oberen Erdreich nach Regenwürmern. In Gefangenschaft gehaltene Tiere waren nicht aggressiv. Ein Wurf enthält gewöhnlich zwei Neugeborene.

## Gefährdung
Lokal besteht eine Gefährdung durch Gemüseanbau in Hochlagen, der jedoch nur in einem kleinen Teil des Verbreitungsgebiets stattfindet. Allgemein ist das Verbreitungsgebiet zu kalt und steil für Ackerbau. Auch wenn die Größe der Gesamtpopulation unbekannt ist, so scheint das Nagetier nicht selten zu sein. Die IUCN listet die Luzon-Spitzmausratte als nicht gefährdet (least concern).